# Paskov (nádraží)
Paskov je železniční stanice v Řepištích v okrese Frýdek-Místek v Moravskoslezském kraji, která se jmenuje podle nedalekého města Paskov. Nachází se v km 14,420 na neelektrizované jednokolejné trati Ostrava – Valašské Meziříčí mezi stanicemi Vratimov a Lískovec u Frýdku.

## Historie
Stanice byla postavena v rámci Ostravsko-frýdlantské dráhy v roce 1871. V roce 1979 byla v Paskově vybudována továrna na buničinu (dnešní Lenzing Biocel Paskov), ke kterému byla ze zdějšího nádraží vybudována vlečka.

### Budoucnost
V roce 2021 zde mají začít jezdit nové push-pull jednotky Škoda 13Ev, které mají nahradit staré vagony Bdt ze začátku 90. let. V roce 2023 by měla být trať z Ostravy až do Frýdku-Místku zdvoukolejněna, do roku 2026 by měla být trať v úseku z Ostravy do Frenštátu pod Radhoštěm elektrizována soustavou 25 kV 50 Hz, maximální rychlost v úseku Ostrava – Frýdek-Místek by měla dosahovat až 120 km/h.[zdroj?]

## Popis
V areálu nádraží se nachází nadchod k nástupišti, který je uzavřen, takže přístup je možný jen po přechodu. Vedle nádražní budovy se nachází autobusová zastávka, ze které jezdí autobusy do Ostravy a Řepišť. Přes nádraží vede cyklostezka z Ostravy do Frýdku-Místku. Stanice je vzdálena cca kilometr od náměstí v Paskově.[zdroj?]

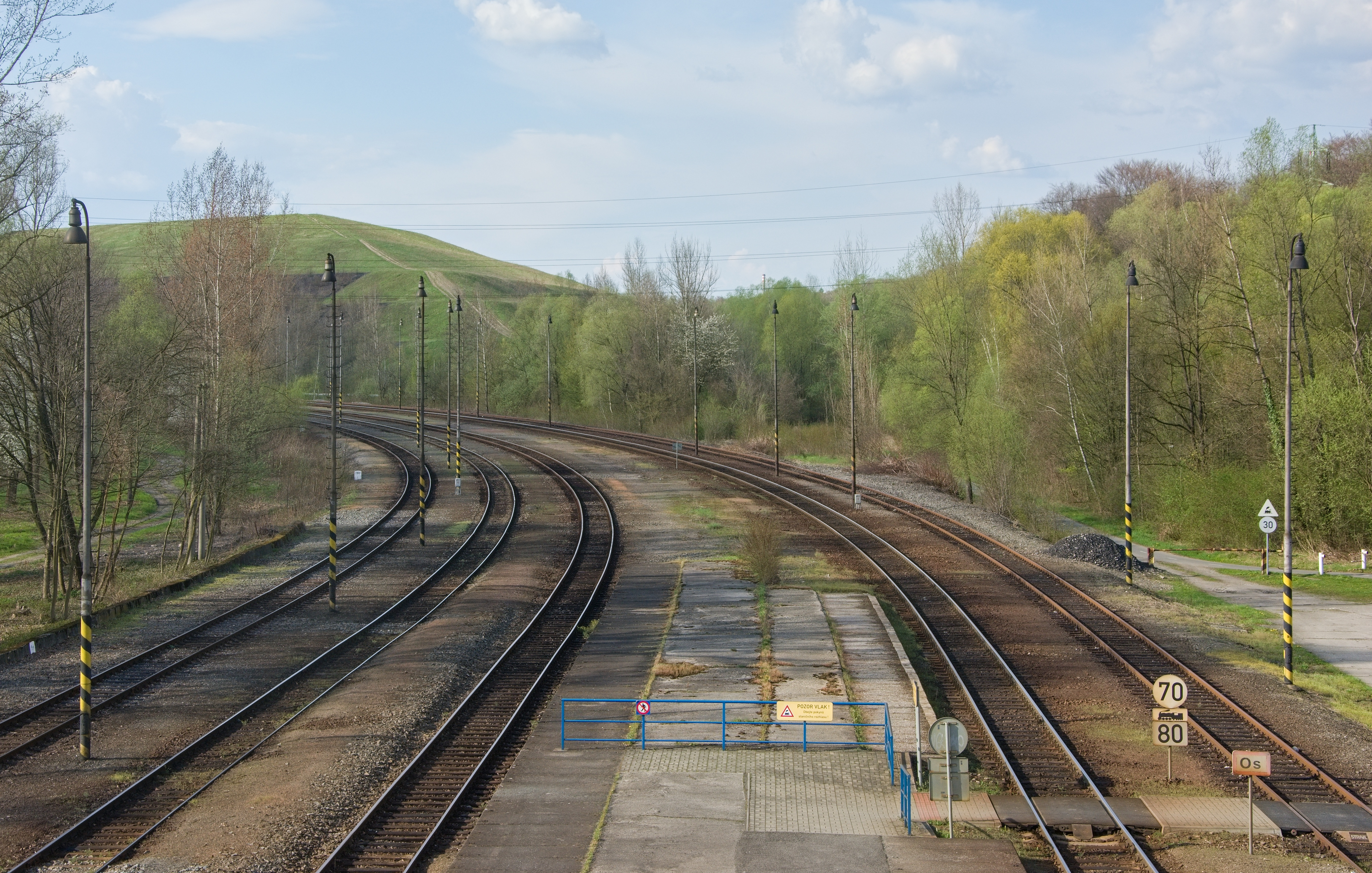
Pohled na kolejiště směr Vratimov, vpravo dole úrovňový přechod, v pozadí vpravo halda dolu Paskov

Ve stanici jsou čtyři dopravní koleje a jedna manipulační kolej. Cestujícím slouží ostrovní nástupiště mezi kolejemi č. 1 a 2. Přístup na nástupiště je umožněn pomocí úrovňového přechodu v km 14,425 přes manipulační kolej č. 3 a dopravní kolej č. 1, nadchod v km 14,470 je trvale uzavřen (stav v roce 2023). Stanice je vybavena reléové zabezpečovacím zařízením AŽD 71, které ovládá místně výpravčí z dopravní kanceláře ve výpravní budově. Na lískoveckém zhlaví odbočuje vlečka do závodu Lenzing Biocel Paskov. Jízdy vlaků v přilehlých traťových úsecích jsou zabezpečeny pomocí automatických hradel, přičemž na hlavní trati jsou úseky rozděleny návěstními body AHr Zaryje ve směru na Vratimov a AHr Skalka ve směru na Lískovec, trať do Biocelu je bez návěstního bodu (tj. jeden traťový oddíl).